# Moja TV
Moja TV (inaczej Moja Telewizja) – pierwsza polska poradnikowa stacja telewizyjna.

## Historia
Kanał rozpoczął nadawanie 27 kwietnia 2005 roku. Planowano nadawanie kanału Moja TV miało odbywać się na satelicie Astra. Później odbyły się testy na Hot Birdzie. Ostatecznie stacja wynajęła miejsce na satelicie Sesat, mało popularnej pozycji w Polsce. Mimo iż stacja nadawała swój program FTA, żadna z platform nie wprowadziła go do swojej oferty. Kanał pojawił się jedynie w ofertach kilku sieci kablowych.
Według zamierzeń twórców stacja miała utrzymywać się wyłącznie z reklam, lecz ograniczony zasięg spowodował problemy finansowe stacji. Po niespełna kilku miesiącach, 17 września 2005 roku stacja zakończyła nadawanie jako samodzielny kanał, a jej programy znalazły się na kanale Edusat, który miał większy zasięg techniczny. W tym okresie kanał można było oglądać na satelicie Intelsat oraz w wybranych sieciach kablowych w całej Polsce.
Siedzibą i miejscem produkcji programów dla kanału Moja TV była Wytwórnia Filmów Dokumentalnych i Fabularnych w Warszawie, przy ul. Chełmskiej.
Następnie 15 września 2005 Moja TV zawarła umowę z TVC, na mocy której oferta kanału wzbogaciła swoją ofertę programową o obszerny blok sportowy - MOJA TVC, który zawierał transmisje z meczów ligowych m.in. piłki ręcznej, sportów walki i innych dyscyplin nie pokazywanych na innych antenach.
Po zakończeniu współpracy z Edusatem, na mocy koncesji Mojej TV 25 kwietnia 2007 roku rozpoczął nadawanie nowy kanał aukcyjny Promocja.tv.